# ديفا بريمال
ديفا بريمال (بالألمانية: Deva Premal)‏ (و. 1970  م) هي مغنية ألمانية، ولدت في نورنبرغ.

## روابط خارجية
- ديفا بريمال على موقع ميوزك برينز (الإنجليزية)
- ديفا بريمال على موقع أول ميوزيك (الإنجليزية)
- ديفا بريمال على موقع ديسكوغز (الإنجليزية)